# غار یخچالی

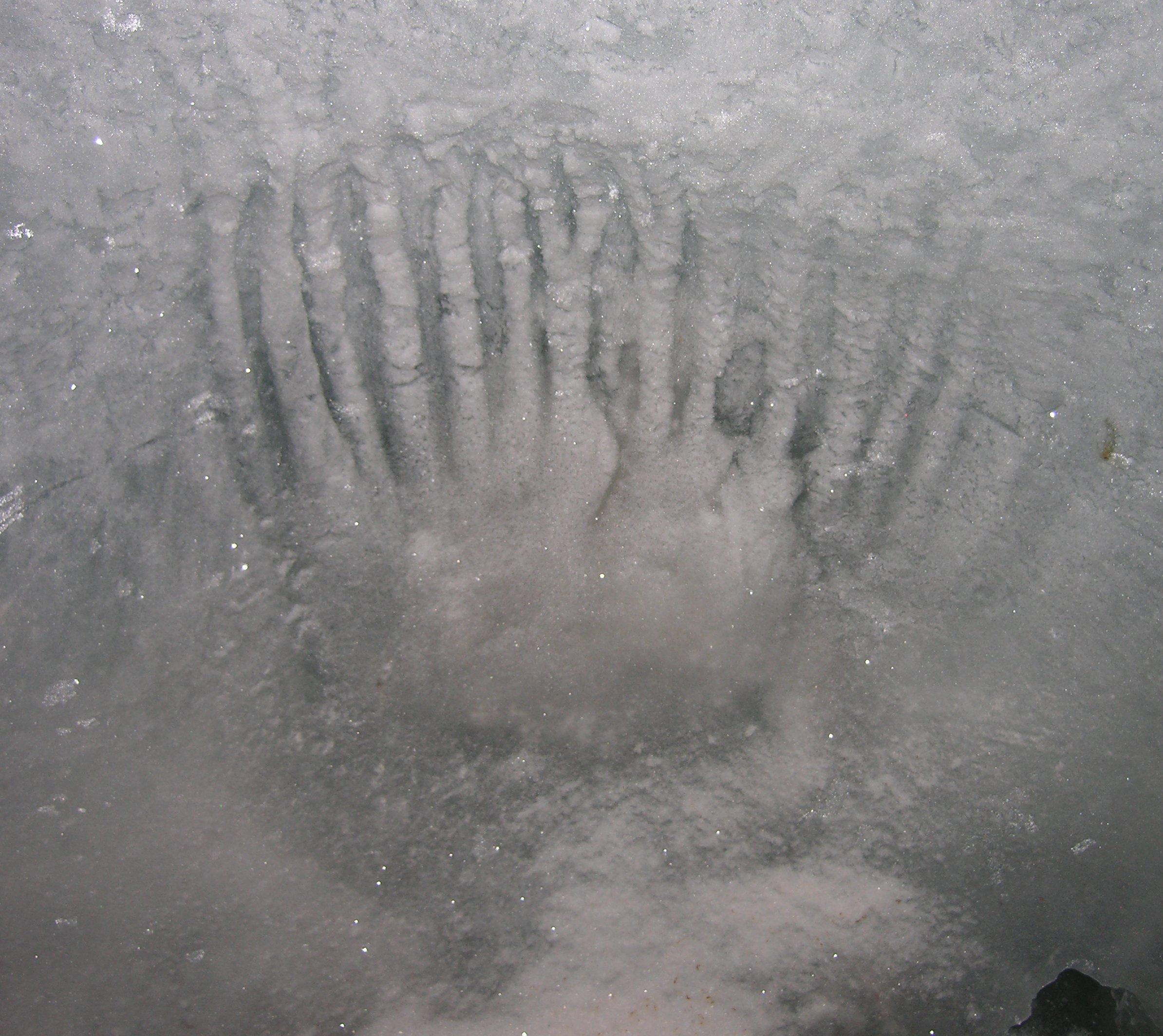
نمایی از غار یخچالی در کشور سوئیس - ۲۰۰۶

غار یخچالی، غاری است که درون یک یخچال تشکیل می‌شود. غار یخچالی را گاهی به اشتباه غار یخی می‌نامند.
بیشتر غارهای یخچالی با جریان آب درون یا از زیر یخچال تشکیل می‌شوند. منشا این آب اغلب از سطح خود یخچال است که به تدریج و با تغییر دما، ذوب می‌شود و در لایه‌های زیرین یخچال جریان می‌یابد و بیرون می‌زند. انتقال دما می‌تواند یخ را آن‌قدر ذوب کند که حفره‌ای را ایجاد کند که هوا در آن جریان یابد.حرکت هوا با ذوب تدریجی یخ در تابستان و متصاعد شدن در زمستان، به بزرگ شدن حفره کمک می‌کند.
بعضی از غارهای یخچالی بر اثر گرمای درون زمین و حفره‌های آتش‌فشانی یا چشمه‌های داغ زیر یخچال‌ها تشکیل می‌شوند، یکی از مثال‌های بارز این پدیده غار یخچالی Kverkfjöll  در یخچال Vatnajökul در ایسلند است که در دهه ۱۹۸۰ اندازه‌گیری شده‌است و ۲/۸ کیلومتر طول و عمقی در حدود ۵۲۵ متر دارد.
بعضی از غارهای یخچالی نسبتاً ناپایدارند و این به دلیل حرکت یخچال و ذوب شدن آن است، این غارها امکان فروریزی یا از بین رفتن و ناپدید شدن به دلیل عقب‌نشینی یخچال‌ها را دارند. یک مثال برای روشن شدن طبیعت پویای غارهای یخچالی، غارهای یخی موسوم به بهشت Paradise Ice Caves در کوه راینیر در ایالات متحده است که از اوایل سال‌های ۱۹۰۰ شناخته شده است، در میانهٔ دههٔ ۱۹۴۰ تصور می‌رفت که این غارها کاملاً ناپدید شده‌اند، حال آن‌که غارنوردان در سال ۱۹۷۸ گذرگاه‌هایی را به صول ۱۳/۲۵ کیلومتر در این غارهای یخچالی شناسایی و اندازه‌گیری کردند و این طولانی‌ترین سامانهٔ غارهای یخچالی جهان است. غارهای یخچالی بهشت در دههٔ ۱۹۹۰ فرو ریختند و بین سال‌های ۲۰۰۴ تا ۲۰۰۶ کاملاً ناپدید شدند.  غارهای یخچالی ممکن است مورد توجه یخچال‌شناسان باشد تا به مطالعه درون یخچال‌ها بپردازند و موضوع مطالعه غارهای یخچالی گاهی غار یخچال‌شناسی (به انگلیسی: Glaciospeleology) نامیده میشود.